# SMS Temes (1904)
Az SMS Temes, egy monitor típusú hajó volt. Eredetileg a Császári és Királyi Haditengerészet kötelékébe tartozott. A Temes-osztály tagja, testvérhajója az SMS Bodrog volt.

## Építése
Építését eredetileg 1902-re tervezték, de végül csak 1903-ban kezdték meg. Építtetője a Schoenichen-Hartmann-féle Egyesült Hajó-, Gép- és Kazángyár volt. Építése 1904 március 26-án fejeződött be. Testvér hajóját, az SMS Bodrogot is abban az évben építették. A két hajó összköltsége 2 788 181 korona volt.

## Pályafutása
A monitort 1904. november 10-én vette át a Budapesti Tengerészeti Különítmény és még ez évben szolgálatba állították. Az első világháború legelső napján (1914. július 29.) az SMS Szamos és SMS Bodrog monitorokkal együtt, egyszerre nyitott tüzet Belgrád erődítményeire a hadüzenet éjszakáján és ezzel megkezdődött a háború. Még abban az évben 1914. október 23-án aknára futott. Két évvel később, 1916-ban kiemelték és Budapestre vontatták, ahol Ganz-Danubiusnál újjáépítették, és 1917-ben bocsátották ismét vízre. 1918 decemberében több monitorral együtt elvitték Budapestről és a Szerb–Horvát–Szlovén Királyság katonái elkobozták a hajót. 1920-ban Ardeal néven Románia kapta meg. 1944-ben pedig Bergyanszk néven szovjet lobogó alá került. 1950-ben vissza adták a románoknak a hajót, és végül ők 1955-ben szétbontották.

## Lásd még
- Császári és Királyi Haditengerészet
- első világháború

## Külső hivatkozások
- Monitors of the Danube Flotilla, 1870-1918 (angol nyelven). cityofart.net. (Hozzáférés: 2010. július 18.)
- Dunaflottila (magyar nyelven). K.u.K. kriegsmarine. [2010. január 4-i dátummal az eredetiből archiválva]. (Hozzáférés: 2010. október 27.)